# Tuxedo Mặt nạ
Mamoru Chiba (地場 衛 (Địa-Trường Vệ) Chiba Mamoru) hay còn gọi là Tuxedo Mặt nạ (タキシード仮面 Takishīdo Kamen) là nhân vật nam chính trong bộ truyện Thủy thủ Mặt Trăng viết bởi Naoko Takeuchi. Tuxedo Mặt nạ thường mặc trang phục đen với cặp kính trắng, luôn cầm theo một cây gậy và hoa hồng. Anh hay xuất hiện những lúc Thủy thủ Mặt Trăng gặp khó khăn trong nhiệm vụ của mình để giúp đỡ cô và các Chiến binh Thủy thủ khác.

## Thân thế

Chiba Mamoru dưới nét vẽ của tác giả Naoko Takeuchi

Chiba Mamoru sinh ngày 3-8. Anh xuất hiện lần đầu với tư cách là một học sinh năm 2 (lớp 11) tại trường trung học Moto-Azabu. Mamoru là một chàng trai tóc đen, mắt xanh với chiều cao khoảng 1m90, lỗ tai bên trái có xỏ khuyên. Giai đoạn trước khi khởi đầu loạt phim, cha mẹ Mamoru qua đời trong một tai nạn xe hơi vào sinh nhật lần thứ sáu của anh. Sự kiện này đã khóa những ký ức thời thơ ấu đối với thân phận hiện tại đồng thời mở ra ký ức là Hoàng tử Địa cầu Endymion trong kiếp trước của anh. Trong phần đầu loạt phim, những giấc mơ về nàng Công chúa Mặt Trăng Serenity nói về Pha lê bạc huyền thoại đã ám ảnh Mamoru.
Kể từ đó, Mamoru thường biến thân thành Tuxedo Mặt nạ để đi truy lùng viên Pha lê bạc, tìm câu trả lời cho giấc mơ bí ẩn về quá khứ của mình. Anh đã gặp được người sở hữu viên pha lê, cô nữ sinh Tsukino Usagi với thân phận bí mật là Chiến binh của công lý, Thủy thủ Mặt trăng. Về sau, anh đã phát hiện ra rằng kiếp trước mình là Hoàng tử Địa cầu Endymion và đã yêu Công chúa Mặt Trăng Serenity, chính là Tsukino Usagi ở hiện tại. Kể từ đó hai người đã bắt đầu hẹn hò. Ngoài ra trong tương lai, anh cũng là Vua Endymion cùng với Usagi là Nữ hoàng Neo Serenity cai trị Tokyo Pha Lê.
Theo anime, Mamoru là một người khá hướng ngoại, mặc dù đôi khi hơi gay gắt. Anh rất thông minh và có hứng thú với nhiều môn học khác nhau. Vở nhạc kịch Kakyu Ouhi Kourin đã tiết lộ rằng anh muốn trở thành một bác sĩ. Trong manga lại xây dựng Mamoru là một chàng trai trầm lặng, hiếu học, khắc kỷ và bí ẩn. Nhóm học sinh cùng trường thường ngưỡng mộ anh vì những đặc điểm đó. Tuy vậy, tác giả Naoko Takeuchi từng nói, bạn bè của cô đã than phiền rằng Mamoru là một nhân vật vô dụng. Bởi tuy là nam chính nhưng anh là nhân vật bị bắt cóc, tẩy não bởi kẻ thù rất nhiều lần và Usagi cùng các bạn phải đến giải cứu.

### Gia đình
Cha mẹ của Mamoru qua đời trong vụ tai nạn xe khi anh sáu tuổi. Sau đó, anh bị mất trí nhớ. Ở thế kỷ 30, anh kết hôn với người yêu là Tsukino Usagi, nữ hoàng Neo Serenity và trở thành Vua Endymion. Hai người có một con gái là công chúa Tsukino Usagi Small Lady, hay còn gọi là Chibiusa. Ngoài ra, trong phần ngoại truyện Parallel Sailor Moon, Mamoru và Usagi còn có một đứa con thứ hai tên là Tsukino Kousagi.

### Các mối quan hệ
Nếu tìm một chàng soái ca đậm chất cổ điển, thì Mamoru Chiba chính là chàng soái ca hoàn hảo như vậy. Anh chính là chàng hoàng tử cao quý với nhiệm vụ bảo vệ Trái Đất khỏi sự xâm lược của nữ hoàng bóng tối. Ở phần đầu của anime phiên bản 90s, anh đã hẹn hò với Hino Rei. Nhưng sau khi nhớ lại thân phận kiếp trước của mình là Hoàng tử Endymion, người yêu của Công chúa Serenity cũng là Tsukino Usagi, anh đã trở thành một cặp với Usagi còn Rei chủ động rút lui khỏi mối quan hệ.
Mamoru Chiba (Tuxedo Mặt nạ) và Usagi – Thủy thủ mặt trăng có thể gọi là một trong những cặp đôi đẹp nhất thế giới anime. Nếu Thủy thủ mặt trăng xinh đẹp, kiều diễm, thì Mamoru Chiba cũng khôi ngô tuấn tú lạ thường. Mamoru là chàng trai điển hình xứng đáng với mỹ từ mà các cô gái ngày nay luôn phong tặng cho các chàng trai có phong cách lịch lãm, quyến rũ cùng hành động đậm chất quân tử. Chàng luôn xuất hiện đúng lúc những khi Usagi lâm nguy, nhưng luôn biến mất trước khi cô chợt nhận ra anh. Anh trở thành anh hùng cứu mỹ nhân cực kỳ bí ẩn và khiến Usagi ngày đêm mơ tưởng.
Trong manga và trong series Sailor Moon Crystal mới nhất, Mamoru là một học sinh trung học. Anh lớn hơn 2 tuổi so với Usagi. Trong anime, anh đang học đại học và hơn Usagi ít nhất 4 tuổi. Ở Nhật Bản, khoảng cách tuổi tác lý tưởng thậm chí là 13 tuổi kia, vì họ quan niệm đàn ông càng lớn tuổi càng trưởng thành và biết cách chăm sóc người khác. Tuy nhiên trong Sailor Moon, điều này thực sự chẳng quan trọng lắm, vì dù hơn kém bao nhiêu tuổi thì Usagi vẫn quá trẻ con và ngốc nghếch trước một Mamoru trưởng thành điềm đạm. Hai người có mối tình lãng mạn và sâu đậm, mặc dù rất hay cãi cọ và ghen tuông. Mamoru cũng hơn một lần đặt lên môi Usagi một nụ hôn yêu thương trong lúc cô đang mê man hoặc say ngủ. Nụ hôn của Mamoru bên cửa sổ, nơi ánh trăng non dịu dàng chiếu xuống, nơi Usagi tựa bên ghế trong giấc ngủ mơ màng, khiến bất kỳ ai chứng kiến đều cảm thấy mãn nguyện. Một nụ hôn thấm đượm yêu thương và lãng mạn tựa như cổ tích.
Trong phần Black Moon của anime gốc, chính Mamoru trong tương lai đã tạo nên những cơn ác mộng đáng sợ về việc Usagi sẽ chết nếu hai người kết hôn. Mamoru của tương lai làm vậy để thử thách mối quan hệ giữa hai người. Dù lý do chia tay này nghe có vẻ hoàn toàn hợp lý, nhưng nó lại đẩy Usagi vào hoàn cảnh nguy hiểm hơn khi khiến cô mất đi hết ý chí chiến đấu vì thất tình. Trong tương lai, Mamoru đã trở thành chồng của cô.

## Biệt hiệu

### Tuxedo Mặt nạ
Là thân phận Mamoru tự tạo cho mình trong hành trình tìm kiếm viên Pha lê bạc huyền thoại để lấy lại ký ức kiếp trước của mình. Khi đóng vai Tuxedo Mặt nạ, anh ăn mặc và cư xử như một người đàn ông đích thực. Tuxedo Mặt nạ thường mặc áo đuôi tôm đen, áo choàng đen, áo gile trắng, mặt nạ trắng và mang theo một cây gậy đen (trong anime 90s), sử dụng hoa hồng đỏ làm vũ khí. Đây là nhân vật thay thế cho Thủy thủ Trái Đất. Anh thường xuất hiện trợ giúp cho nhóm Chiến binh Thủy thủ khi họ đang chiến đấu với kẻ thù.

### Hoàng tử Endymion
Hoàng tử Địa cầu Endymion (プリンス・エンディミオン Purinsu Endimion) là thân phận kiếp trước của Mamoru. Endymion sống tại Vương quốc Hoàng Kim (Golden) với nhiệm vụ bảo vệ Trái Đất. Anh có bốn Hiệp sĩ Hộ vệ của riêng mình là Jadeite, Zoisite, Nephrite và Kunzite và Helios, một vị thần trông coi khu vườn của những giấc mơ. Anh đã yêu Công chúa Mặt trăng Serenity, bất chấp sự phản đối cư dân Mặt trăng và Địa cầu không được có quan hệ với nhau. Trong cuộc chiến giữa hai bên, anh đã bị Nữ hoàng Beryl - vốn là một người có tình cảm đơn phương với anh - giết chết.

### Quốc Vương Endymion
Quốc Vương Endymion là thân phận của Mamoru trong tương lai, khi anh đã kết hôn với Tân Nữ Hoàng Serenity (Usagi - Sailor Moon trong tương lai) và là cha của công chúa Usagi Small Lady Serenity (Chibiusa). Trang phục của anh đổi thành bộ tuxedo màu trắng thay vì màu đen, và mặc áo choàng màu tím lavender. Khi Tokyo Pha lê ở thế kỷ 30 bị Mặt Trăng Đen tấn công, linh hồn của anh đã rời khỏi cơ thể bất tỉnh của mình để trợ giúp Sailor Moon chống lại Mặt Trăng Đen. Endymion đã giúp Tuxedo Mặt nạ hiện tại tìm ra năng lực mới "Tuxedo la Smoking Bomber" của mình. Sau khi chiến thắng Mặt Trăng Đen, linh hồn anh trở lại với cơ thể cũ.

### Kỵ sĩ ánh trăng
Kỵ sĩ ánh trăng hay Moonlight Knight (月影の騎士 Tsukikage no Naito) chỉ xuất hiện trong anime 90s ở nửa đầu của phần Sailor Moon R. Kỵ sĩ ánh trăng là phần ký ức của Chiba Mamoru tách ra khỏi cơ thể anh để bảo vệ Tsukino Usagi. Về sau Kỵ sĩ ánh trăng đã nhập trở lại vào Chiba Mamoru để anh lấy lại trí nhớ, và Mamoru quay về làm Tuxedo Mặt nạ. Kỵ sĩ ánh trăng mặc trang phục trắng, giống như trang phục người Ả Rập, che mặt và tấn công bằng hoa hồng trắng, thay vì hoa hồng đỏ như của Tuxedo mặt nạ.

## Phụ kiện của Tuxedo Mặt nạ

### The Star Locket
The Orgel (còn được biết đến với tên là The Star Locket) là đồ vật đóng một vai trò rất quan trọng trong Arc.1 – Dark Kingdom của Sailor Moon. Có một sự khác biệt khá lớn về nguồn gốc, hình dáng và cả chức năng của nó ở Manga và Anime.
Trong Manga, Locket là chiếc đồng hồ bỏ túi của Chiba Mamoru. Sau một trận đánh, anh chàng đã đánh rơi trong lòng Sailor Moon và cô nàng đã giữ nó. Sau đó, cô đã tìm kiếm cơ hội để trả lại anh, và nó trở thành món quà đầu tiền Mamoru tặng cho Usagi. Ở Arc.1, chiếc Locket dường như là sự thể hiện rõ ràng nhất cho tình trạng của Mamoru. Anh bình yên thì nó hoạt động bình thường và ngược lại, khi nó bị hỏng cũng là lúc anh gặp tai nạn. Trong trận chiến cuối cùng với Queen Metallia, Usagi đã cố gắng sửa chữa và cuối cùng nó cũng đã hoạt động trở lại. Tuy nhiên, sau phần này thì nó không xuất hiện nữa.
Trong Anime, Locket là chiếc hộp âm nhạc hình sao màu vàng. Lúc ở Thiên Niên Kỷ Bạc, Công Chúa Mặt Trăng Serenity đã tặng nó cho hoàng tử Địa Cầu Endymion. Endymion tái sinh thành Chiba Mamoru, anh chàng vẫn giữ chiếc hộp âm nhạc này. Trong một lần chiến đấu với hình dạng Tuxedo Mặt Nạ, anh chàng vô ý làm rơi và Sailor Moon đã tìm thấy nó, cũng như trong Manga, Mamoru tặng món quà này cho Usagi. Usagi rất trân trọng chiếc hộp âm nhạc, đặc biệt là sau khi Mamoru bị Dark Kingdom bắt cóc và tẩy não, có giai đoạn cô đã nghe suốt bản nhạc phát ra từ the Orgel và nghĩ về người yêu.
The Orgel giữ một vai trò quan trong trong Arc.1. Tại điểm D, sau trận chiến với các DD Girls, tất cả đồng đội đều hi sinh, chỉ còn mỗi Sailor Moon tiến vào sào huyệt Dark Kingdom. Ở đây, cô gặp lại Endymion đã bị điều khiển và anh ta liên tục tấn công cô. Dù bị thương rất nặng nhưng Sailor Moon vẫn giữ chiếc hộp âm nhạc và mong muốn lấy lại trí nhớ cho người yêu. Sau khi chạm vào Orgel, tất cả kí ức về Usagi/Serenity tràn về và điều ấy cũng đã xóa đi sức mạnh hắc ám đang điều khiển anh. Không còn thấy Orgel kể từ sau trận chiến với Queen Metallia, có thể nó đã bị phá vỡ hoặc lạc mất.
- Chú thích thêm:

– Ở một số nước thuộc nhóm ngôn ngữ German (gồm tiếng Đức, Thụy Điển, Hà Lan), "Orgel" của nghĩa là "Organ" (đàn organ). Ở Nhật, từ "Orgel" (オルゴール Orugōru) nghĩa là "hộp âm nhạc".
– Chiếc Orgel chơi bản nhạc nền "Moonlight Densetsu".
– Phiên bản đồ chơi của The Orgel đã được bán ở những năm đầu thập niên 90. Ngày nay nó đã thuộc dạng hiếm và có giá cao ngất. Đây cũng là sản phẩm đồ chơi được săn lùng nhiều nhất của Sailor Moon, giống như những gậy biến thân của nhóm Outer Senshi.
– Vẫn chưa biết được The Orgel có phải là một đồ vật có phép màu hay không. Trong manga, thì dường như nó chỉ là một chiếc đồng hồ bỏ túi bình thường. Tuy nhiên, trong anime 90s, dường như nó có sức mạnh (khả năng chữa lành việc Mamoru bị tẩy não). Cũng không có gì đáng ngạc nhiên nếu như The Orgel có phép thuật khi nó là một đồ vật có nguồn gốc từ Moon Kingdom.

### Pha lê Vàng

Pha lê Vàng (hình ảnh trong manga)

Pha lê Vàng (Golden Crystal) xuất hiện trong cả manga và anime 90s, nhưng có cách sử dụng và nguồn gốc khác nhau.
Trong anime 90s, Pha lê Vàng là một viên pha lê được bảo vệ bởi Helios, là linh mục của Elysion và có chiếc sừng vàng trên đầu. Pha lê được cho là có đủ sức mạnh để phá hủy toàn bộ các hành tinh.

Pha lê Vàng (Hình ảnh trong Sailor Moon Etertal)

Sức mạnh của Pha lê Vàng đến từ những giấc mơ đẹp của con người, và Dead Moon tạo ra từ những giấc mơ bỏ hoang của những người đã quên cách mơ ước như thế nào, Pha lê Vàng là cách duy nhất để đánh bại Nữ hoàng Nehellenia và thuộc hạ của bà ta.
Trong quá khứ, Pha lê Vàng được giữ trong khu bảo tồn Elysion. Helios tuyên bố rằng viên Pha lê đã có người được chọn, nhưng chỉ những người có giấc mơ đẹp mới có thể là người sử dụng viên Pha lê. Để ngăn chặn thế lực tà ác nắm giữ nó, viên Pha lê sẽ tự bao bọc nó trong ngọn lửa vàng. Để có thể sử dụng sức mạnh của Pha lê Vàng, Nehellenia đã chiếm lấy Gương vàng của những giấc mơ nơi Helios đã ẩn náu dưới hình dạng một con Ngựa thần. Nehellenia sau đó đã sử dụng Pha lê Vàng như một thiết bị khuếch đại để tăng sức mạnh tà ác của bà ta. Bằng cách này, bà ta có thể dễ dàng phá vỡ phong ấn của chiếc gương. Do đó, bà ta đã thoát khỏi phong ấn và đánh bại các Thủy thủ.
Khi Thủy thủ Mặt Trăng và Chibiusa nắm giữ Pha lê Vàng, họ đã kết hợp sức mạnh của mình với sức mạnh giấc mơ của những người trên Trái Đất để tiêu diệt Rạp xiếc Dead Moon và phong ấn Nữ hoàng Nehellenia một lần nữa. Viên Pha lê sau đó được trả lại cho Helios, người đã đưa nó trở lại Elysion.
Trong anime 90s, Mamoru có một mảnh sao màu vàng khiến anh trở thành đại diện của hành tinh Trái Đất, nhưng nó không phải là vật thể tương tự như Pha lê Vàng.
Trong manga, Pha lê Vàng là viên Pha lê gắn liền với hành tinh Trái Đất và nằm trong cơ thể của Mamoru giống như Usagi có Pha lê ảo ảnh bạc.
Để phá vỡ phong ấn của Pha lê Vàng, Helios đã tìm kiếm "thiếu nữ được chọn", một công chúa chiến binh sở hữu sức mạnh của Pha lê Bạc. Cô gái này sau đó được tiết lộ là Thủy thủ Mặt Trăng. Theo lời của Helios, chỉ có sức mạnh kết hợp của Pha lê bạc và Pha lê Vàng mới có thể đánh bại Dead Moon và cứu lấy hành tinh.
Trong Act 49 của manga, khi Silver Crystal của Sailor Moon trở nên mạnh hơn, phong ấn của Pha lê Vàng đã bị phá vỡ. Với sức mạnh của nó và sức mạnh Pha lê của các Thủy thủ, Siêu Thủy thủ Mặt Trăng biến thành Thủy thủ Mặt Trăng vĩnh cửu và đánh bại Nehellenia, đưa bà ta trở lại gương của mình. Helios sau đó lấy Golden Crystal, kích hoạt sự biến đổi của Tuxedo và Thủy thủ Mặt Trăng thành King Endymion và Neo-Queen Serenity. Khi mặt trăng được giải thoát khỏi lời nguyền của Nehellenia, Endymion và Neo-Queen Serenity đã lôi bóng tối ra khỏi gương của Nehellenia và đưa nó ra trước ánh sáng của mặt trăng, phá hủy sức mạnh của Dead Moon mãi mãi.
Sự xuất hiện của Pha lê Vàng trong manga cũng tương tự như Pha lê Bạc của Thủy thủ Mặt Trăng: một bông sen Pha lê với một ánh sáng ở trung tâm của nó. Khi Thủy thủ Galaxia phá hủy cơ thể của Mamoru trong Act 50 và lấy Pha lê của anh ấy, Pha lê Vàng được thấy dưới dạng hoa sen, sau đó lõi của nó mở ra và tiết lộ một tinh thể lục giác có hình dạng tương tự như Pha lê Vàng trong anime 90s.

## Chiêu thức và Sức mạnh
Trong anime 90s, Tuxedo Mặt nạ xuất hiện, ném ra một bông hoa hồng, đưa ra vài lời khuyên, rồi biến mất. Sức mạnh của anh ta là gì? Sự xuất hiện của anh ta có thực sự cần thiết không? Tuxedo Mặt nạ không thể hiện năng lực đặc biệt ngoài chiến đấu bằng thể lực, những bông hoa hồng mang khả năng sát thương và cây gậy có thể kéo dài theo ý muốn.
May mắn thay, nhà sản xuất đã bù đắp thiếu sót này trong Sailor Moon Crystal. Tuxedo Mặt nạ không còn xuất hiện hào nhoáng và biến mất đầy hụt hẫng như trước nữa, vai trò của anh trong bộ phim được khai thác tốt hơn. Trong manga và Sailor Moon Crystal, Tuxedo Mặt nạ có thể phóng ra nguồn năng lượng từ tay mình là "Tuxedo la Smoking Bomber (Áo choàng xám Tuxedo Mặt Nạ)". Ngoài ra, anh còn sử dụng chung 1 chiêu thức với Chibiusa là "Pink Sugar Tuxedo Attack (Tuxedo hồng kẹo ngọt tấn công)"
Anh sở hữu một bảo vật thần kỳ, tương tự với Pha lê bạc của Thủy thủ Mặt trăng, là Pha lê Vàng (Golden Crystal), được sử dụng kết hợp với Pha lê Bạc trong việc bảo vệ Thái dương hệ.

## Thông tin bên lề
- Chiba Mamoru được lồng tiếng bởi Tōru Furuya trong anime phiên bản 90s. Furuya đã miêu tả đây là một nhân vật rất đặc biệt với mình. Trong phiên bản anime crystal, anh được lồng tiếng bởi Kenji Nojima.
- Tên Mamoru có nghĩa "bảo vệ" (衛 mamoru), trong phiên bản tiếng Anh là Darien Chiba, Darien cũng có nghĩa là "người bảo vệ". Tên của Mamoru cũng mang hàm ý chơi chữ giống như ý nghĩa tên các nhân vật nữ trong truyện. Họ của anh, "Chiba" có nghĩa chỉ một địa phương và chứa gốc kanji 地 (chi) cũng xuất hiện trong chữ "Chikyuu", tên tiếng Nhật của Trái Đất và 場 (ba), nghĩa là địa điểm hoặc điểm đến. Vậy chơi chữ trong tên của nhân vật có thể tạm hiểu là "Người bảo vệ Trái Đất". Tên của nhân vật 'Mamoru Chiba' giống với tên "Mamoru Chino," nguyên mẫu từ tên Makoto Kino.
- Đã có 8 diễn viên khác nhau đóng vai Mamoru trong sân khấu nhạc kịch.
- Trong tất cả các nhân vật, Mamoru là người bị tẩy não và bị bắt nhiều lần nhất trong toàn bộ loạt truyện. Mamoru bị bắt cóc và tẩy não bởi Dark Kingdom và Black Lady. Mamoru còn bị giết, sau đó được mang trả lại (cùng với Sailor Senshi) dưới sự điều khiển của Sailor Galaxia. Điều này nhằm giữ trọng tâm chú ý vào tầm quan trọng của những nhân vật nữ chính, cho thấy mong muốn không chỉ các nhân vật nam mới có thể giải cứu thế giới và cũng có lúc họ cần phụ thuộc vào nữ giới. Ngoài ra cũng có thể vì tầm quan trọng của nhân vật chính Tsukino Usagi.
- Sinh nhật của Mamoru rơi vào ngày 3 tháng 8, thuộc cung Sư Tử. Cung hoàng đạo này được cai trị bởi Mặt trời.
- Mamoru có thể phát huy khả năng chữa thương mà không cần biến thành Tuxedo Mặt nạ.
- Mamoru là nhân vật nói lời cuối cùng trong manga.[2]
- Tác giả Naoko Takeuchi xây dựng tính cách nhân vật Mamoru dựa theo hình mẫu đàn ông lý tưởng của bản thân.